# Jul i Japan
Jul i Japan är främst en sekulär och kommersiell högtid, som tagit efter det västerländska julfirandet. Bara omkring en procent av befolkningen i Japan är kristna så den religiösa anledningen till att fira jul förekommer knappt alls.
Kristendomen introducerades i Japan av portugisiska missionärer på 1500-talet, dock utan någon större framgång. 1612 förbjöds kristendomen i Japan och de få kristna fick fira julhögtiden i hemlighet, innan religionsfrihet återigen garanterades 1871.
Det var först under 1900-talet som man i Japan på allvar började få intresse för det västerländska julfirandet, och man tog många influenser från i synnerhet det amerikanska firandet. Under återuppbyggnaden av Japan efter andra världskriget fick julfirandet ett stort genomslag, bland annat genom amerikanska Hollywoodfilmer.
Liksom i västvärlden firar man med julgranar och julklappar. En av de viktigaste jultraditionerna är att äta en särskild julkaka som i sin ursprungliga variant består av sockerkaka dekorerad med jordgubbar, choklad med vit glasyr och små tomtegubbar. Julkakan fick sitt stora genombrott på 1950-talet. I dag finns det mängder av olika variationer av julkakor.
En speciell jultradition är också att äta kyckling från Kentucky Fried Chicken. Japanerna hade sett att amerikanerna åt kalkon under julen men eftersom kalkon inte fanns att tillgå åt man kyckling istället. Traditionen introducerades genom en reklamkampanj 1974 och blev mycket populär. På julafton är det ofta långa köer utanför restaurangerna.  